# نورما فوكس ميزر
نورما فوكس ميزر (بالإنجليزية: Norma Fox Mazer)‏ (15 مايو 1931، نيويورك في الولايات المتحدة - 17 أكتوبر 2009، مونبلييه في الولايات المتحدة)؛ كاتِبة مُتخصِّصة في أدب الأطفال وروائية أمريكية. درست في جامعة سيراكيوز.

## روابط خارجية
- نورما فوكس ميزر على موقع IMDb (الإنجليزية)